# Glenea didyma
Glenea didyma là một loài bọ cánh cứng trong họ Cerambycidae.